# Acacia guatemalensis
Acacia guatemalensis é uma espécie de leguminosa do gênero Acacia, pertencente à família Fabaceae.